# Charley Paddock
Pour les articles homonymes, voir Paddock.
Charles William « Charley » Paddock , né le 11 août 1900 à Gainesville et décédé le 21 juillet 1943 dans un accident d'avion à Sitka en Alaska au cours d'une mission pendant la Seconde Guerre mondiale, est un athlète américain pratiquant le sprint, champion olympique du 100 m et du 4 x 100 m aux Jeux d'Anvers en 1920

## Biographie
Physiquement, Charley Paddock ne ressemble pas beaucoup aux sprinteurs de la fin du XXe siècle : il était gras (1,72 m pour 75 kg), et de plus sa technique de course était très fruste. Mais cela ne l'a pas empêché d'être le meilleur sprinteur des années 1920, car il était très puissant et avait une foulée très ample. Il avait la particularité de terminer ses courses par un saut qu'il effectuait à environ trois ou quatre mètres de la ligne d'arrivée, au lieu de pencher le buste en avant comme le font la plupart des sprinteurs.
Il remporta les finales du 100 mètres, du 200 mètres, et du relais 4 × 100 mètres, lors des Jeux interalliés internationaux de 1919.
Il égala cinq fois le record du monde du 100 yards (91,44 m) en 9 s 3/5, avant de devenir le premier à 9 s 5 en 1926, mais cette performance ne sera pas homologuée. Sur 100 mètres il fut le premier à courir en 10 s 2/5, en 1921.
Il a battu également les records du monde du 220 yards (201,17 m) en ligne droite en 20 s 8 en 1921 et 1924, du 200 mètres avec 21 s 2 en 1923, et du relais 4 × 100 mètres.
Sa meilleure performance n'a pas été homologuée : le 18 juin 1921 à Pasadena il est chronométré en 10 s 1/5 au 110 yards (100,58 m). Il faudra attendre 1956 pour voir un sprinteur améliorer ce temps avec 10 s 1 au 100 m.
Aux Jeux olympiques de 1920 à Anvers, il remporte le 100 mètres en 10 s 8, le relais 4 × 100 mètres avec l'équipe américaine en 42 s 2 (record du monde) et termine deuxième du 200 mètres en 22 s 0 derrière son compatriote Allen Woodring.
Aux Jeux olympiques d'été de 1924 à Paris, il termine cinquième du 100 mètres en 10 s 9 et une nouvelle fois à la deuxième place sur 200 mètres en 21 s 7 derrière un autre américain, Jackson Scholz.
Il fait une apparition au cinéma en 1926 dans le film  Petite Championne (The Campus Flirt) de Clarence G. Badger aux côtés de Bebe Daniels.
Dans le film Les Chariots de feu (1981), qui raconte l'histoire d'Harold Abrahams et d'Eric Liddell lors de ces jeux, le rôle de Paddock est interprété par l'acteur Dennis Christopher.
Encore présent aux Jeux olympiques d'été de 1928 à Amsterdam, il est éliminé en demi-finale sur 200 mètres.

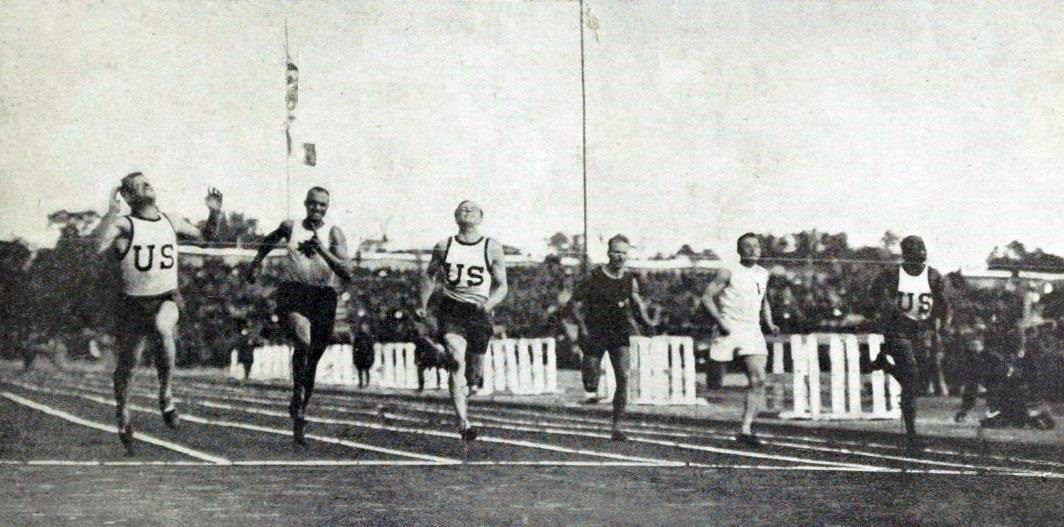
Finale du 100 mètres des Jeux interalliés de 1919, 1er Ch. Paddock (G. -à D-, 10s 4-5e), 3e Howard (canadien), 2e Teschner (USA).
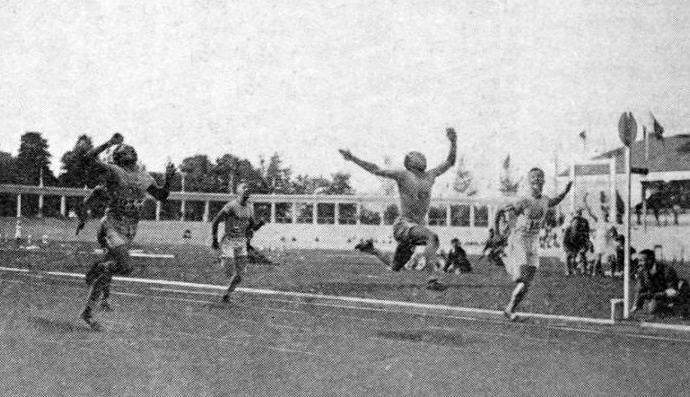
Charley Paddock remporte le 100 mètres aux Jeux olympiques de 1920.
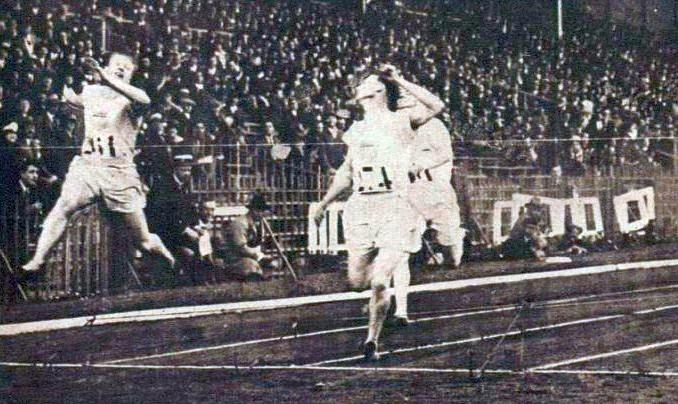
Charley Paddock (à gauche) remporte l'argent lors de la finale du 200 mètres aux Jeux olympiques d'été de 1924 derrière Jackson Scholz et devant Eric Liddell.

## Palmarès

### Jeux olympiques
- Jeux olympiques d'été de 1920 à Anvers  Belgique
  -  Médaille d'or sur 100 mètres
  -  Médaille d'or en relais 4 × 100 mètres
  -  Médaille d'argent sur 200 mètres
- Jeux olympiques d'été de 1924 à Paris  France
  -  Médaille d'argent sur 200 mètres